# Haematera pyramus
Haematera pyramus är en fjärilsart som beskrevs av Johan Christian Fabricius 1781. Haematera pyramus ingår i släktet Haematera och familjen praktfjärilar. Inga underarter finns listade i Catalogue of Life.